# Lindsay Meyer
Lindsay Meyer (ur. 23 września 1988 r. w Seattle) – amerykańska wioślarka.

## Osiągnięcia
- Mistrzostwa Świata Juniorów – Amsterdam 2006 – jedynka – 3. miejsce[1].
- Mistrzostwa Świata U-23 – Glasgow 2007 – czwórka podwójna – 1. miejsce[1].
- Igrzyska Olimpijskie – Pekin 2008 – czwórka podwójna – 5. miejsce[1].
- Mistrzostwa Świata U-23 – Brześć 2010 – jedynka – 3. miejsce[1].